# Dolmen da Capela de Nossa Senhora do Monte
Le dolmen da Capela de Nossa Senhora do Monte est un site archéologique présentant les vestiges d'un ancien dolmen. Il est situé dans la freguesia de Penela da Beira , sur le territoire de la municipalité de Penedono (district de Viseu, Portugal),. 
Il est classé Monument national depuis 1961.

## Description
Plusieurs exemples de monuments funéraires mégalithiques ont été identifiés dans la commune de Penedono.
Le dolmen da Capela de Nossa Senhora do Monte peut être classé parmi les types funéraires sous tumulus. C'est une chambre funéraire polygonale avec un couloir bien différencié. Il a été construit approximativement entre la fin du IVe et le début du IIIe millénaire av. J.-C., coïncidant avec le Néolithique tardif de cette région. 

### Christianisation
Celui-ci, en raison de ses dimensions monumentales d'origine, a été transformé en chapelle chrétienne, à une date encore indéterminée, mais très probablement au Moyen Âge. La chambre sépulcrale (environ 3 m de diamètre) a été utilisée pour former la chapelle principale, détruisant, à cet effet, l'imposant support de tête du dolmen, qui, avec d'autres éléments, a été réutilisé dans une élévation de la chapelle, aujourd'hui en ruine, fermant l'accès d'origine à la galerie à travers le long couloir de 6 m de long, à l'origine protégé par un tertre ou tumulus, dont il reste encore quelques vestiges.
D'autres exemples similaires sont l'Anta de Santa Maria Madalena, l'Anta de Pavia et l'Anta de São Brissos.

## Galerie

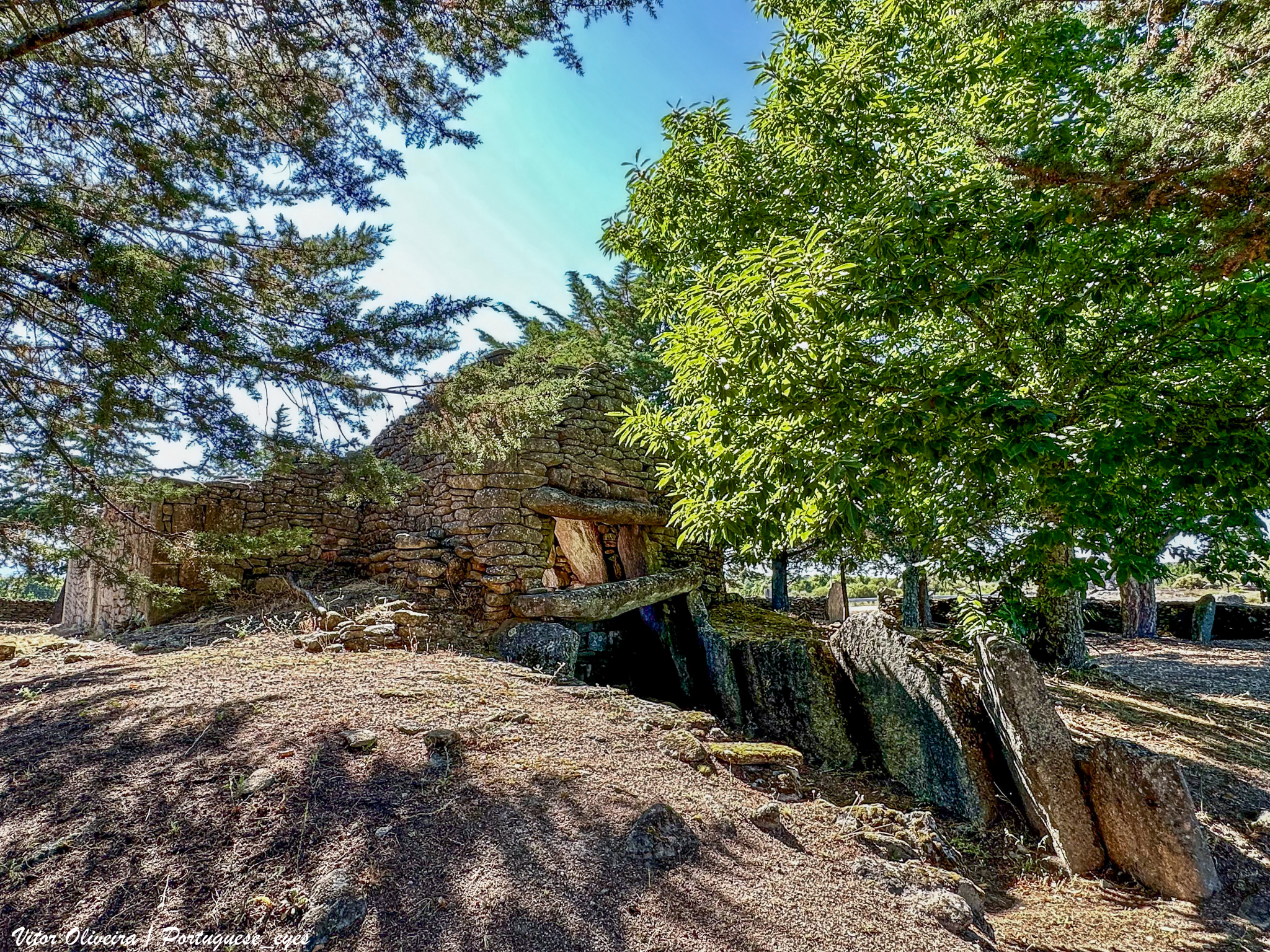
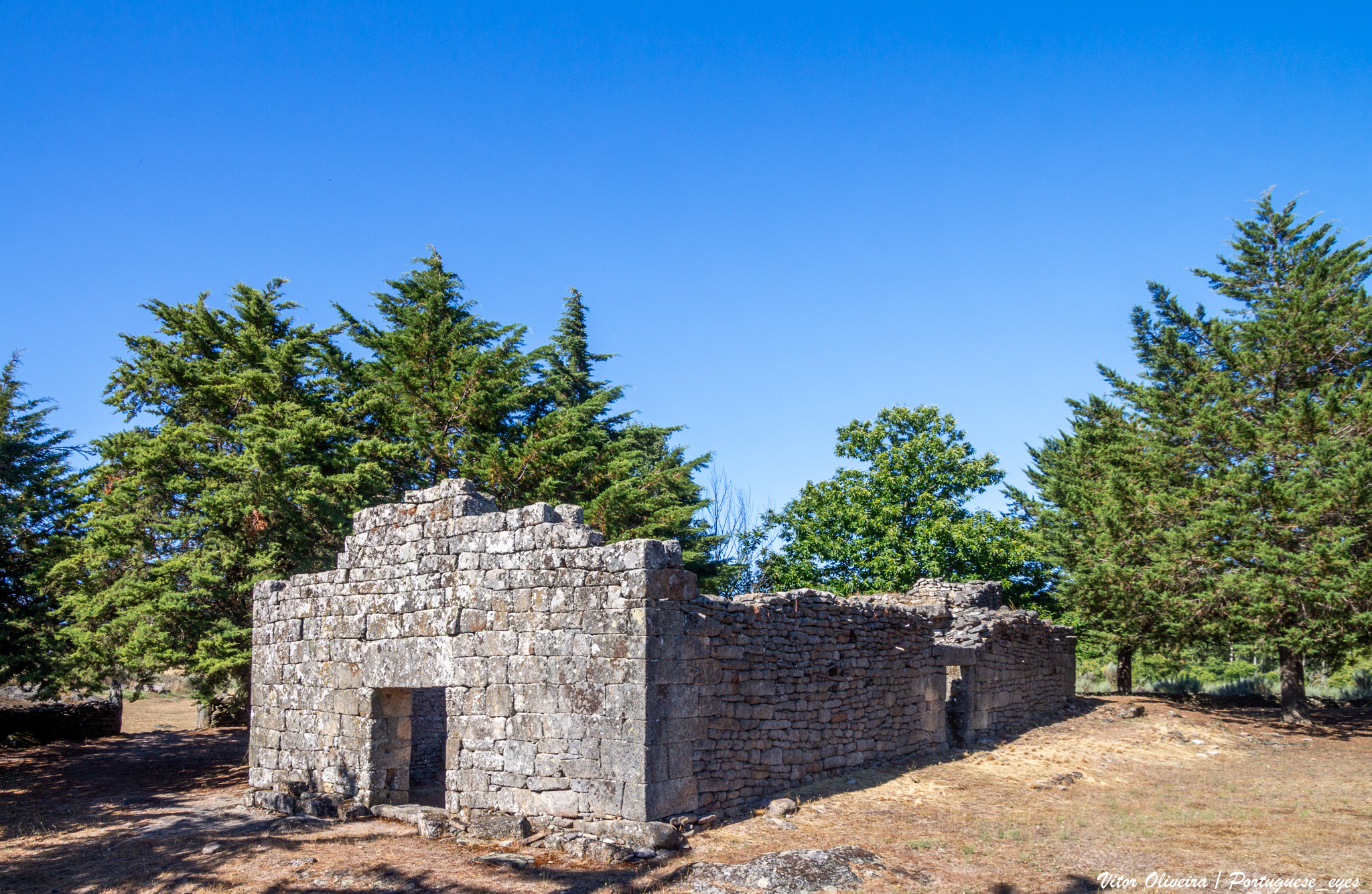